# Короткошия черепаха Маккуорі
Короткошия черепаха Маккуорі (Emydura macquarii) — типовий вид черепах з роду Короткошиї черепахи родини Змієшиї черепахи. Має 4 підвиди. Отримала назву від річки Маккуорі. Інша назва «брисбенська черепаха».

## Опис
Загальна довжина карапаксу досягає 34 см. Спостерігається статевий диморфізм: самиці більші за самців. Голова широка. Верхня поверхня голови вкрита гладкою шкірою. На підборідді є маленькі рудиментарні вусики. Карапакс овальний, гладенький й обтічний. Молоді черепахи мають карапакс з виступаючому кілем. Пластрон невеликий, залишає відкритим частину карапакса.
Голова, шия й кінцівки забарвлені від оливкового до коричневого кольору. На кожній частині голови є 2 яскраві смуги: одна від орбіти ока до шиї, інша — від кута рота до шиї. У підлітків і молодняка смуги рожеві, у дорослих — жовті. Колір карапакса коливається від світлого до темно-коричневого.

## Спосіб життя
Полюбляє дрібні річки та струмки. Харчується молюсками, прісноводними равликами, комахами, земноводними, деякими фруктами.
Парування відбувається у позиції пластрон-до-пластрона, що незвично для черепах. Самиця відкладає від 10 до 30 яєць. Інкубаційний період триває від 10 до 11 тижнів. Черепашенята вилуплюються з яєць одночасно. Більше того, попри різницю в умовах і, відповідно, у швидкості ембріонального розвитку, з'являються однаково розвиненими. У новонароджених рожево-червоні смужки на пиці, кілька червоних на шиї, кінцівках й пластроні.

## Розповсюдження
Мешкає від району Кімберлі в Західній Австралії через Північну Територію до мису Йорк в Квінсленді.

## Підвиди
- Emydura macquarii macquarii
- Emydura macquarii krefftii
- Emydura macquarii emmotti
- Emydura macquarii nigra